# Ракетный обстрел Загреба
Ракетный обстрел Загреба (хорв. Raketiranje Zagreba, серб. Ракетирање Загреба) — серия из двух ракетных атак, предпринятых военными формированиями Республики Сербская Краина против столицы Хорватии Загреба 2 и 3 мая 1995 года. В результате атаки было убито семь и ранено как минимум 175 хорватских гражданских лиц. Обстрел явился ответной акцией краинских сербов на предпринятую хорватской армией операцию «Молния» и был направлен, главным образом, против мирных жителей. Загреб был крупнейшим из нескольких городов, подвергнутых атаке Сербской Краины.

## Предыстория
Во время начального этапа войны Загреб избежал разрушений, поскольку находился далеко от линии фронта. 24 марта 1995 года, более чем за месяц до атаки, сербский генерал Милан Челекетич объявил в прессе, что в случае агрессии Хорватии он ожидает ответные атаки по «слабым точкам», таким как, «парки хорватских городов» и добавил: «Мы знаем, кто те люди в парках — гражданские».
В мае 1995 года Хорватия начала операцию «Молния», в результате которой была возвращена западная Славония, находившаяся под контролем сербов с 1991 года. Вслед за быстрым коллапсом сербского сопротивления в регионе сербский лидер Милан Мартич приказал артиллерийским подразделениям самопровозглашённой Республики Сербская Краина выпустить ракеты по столице Хорватии. Также были атакованы Карловац и Сисак.

## Атаки
Первого мая состоялась встреча руководителей Сербской Краины. Во время переговоров Мартич и Челекетич не были склонны к мирному решению. К 13 часам 1 мая Миланом Челекетичем и Миланом Мартичем было приказано открыть огонь по Сисаку, что было сделано в 17 часов того же дня. В тот же день установки «Оркан» из Книна были передислоцированы в Войнич (около 50 километров к югу от Загреба).
Первая атака была предпринята 2 мая в 10:25, когда на улицах было большое количество мирных жителей. Под удар попали бульвар Штроссмайера, Петриньская улица и улица Влашка, по которой шёл трамвай с пассажирами, также попавший под обстрел. Было повреждено здание классической гимназии, расположенное в центре города, а также район Плесо и аэропорт. Всего в результате обстрела погибло пять человек.
Вторая атака состоялась на следующий день в 12:10. Под обстрел попала детская больница на улице Клаичева, здание суда на площади Миклоша Зриньи и здание Хорватского национального театра, где находились артисты балета из России, Украины и Великобритании, некоторые из которых были ранены. Во второй день жертв оказалось меньше — погибло два человека, поскольку из-за первой атаки люди избегали появляться на улице.
В ходе двух атак большинство ракет поразили центр города и близлежащие улицы, которые, как ожидалось, будут заполнены людьми. В результате двух ракетных обстрелов было убито семь человек и как минимум 175 ранено (из которых около сотни — серьёзно).
Ударившие по Загребу неуправляемые ракеты M-87 были выпущены установками залпового огня югославского производства «Оркан». Ракеты были оснащены авиационными кассетными боеприпасами, каждый из которых содержал 288 зарядов, выбрасываемых на высоте 1000 метров. При ударе каждый заряд взрывается и высвобождает 420 стальных пеллет, область смертельного поражения которых — 10 метров. Таким образом, каждая ракета включала в себя около 120 тысяч пеллет, разработанных специально для поражения пехоты.

## Дальнейшие события
Пятого мая, после окончания операции «Молния», спецпредставитель ООН Ясуси Акаси встретился с Мартичем и осудил его за нападение. Тогда Мартич заявил, что если бы он не отдал приказ о ракетных атаках, Хорватия продолжала бы бомбить сербские города. Также он пригрозил осуществить массированную ракетную атаку на Загреб, в результате которой погибнет 100 тысяч человек.
В августе того же года хорватские силы начали операцию «Буря», вытеснили сербские формирования с занятых позиций в районе Загреба и других городов Хорватии. Несмотря на это, в конце года, ещё до подписания Дейтонского соглашения некоторые города Хорватии подверглись обстрелу с территории Боснии и Герцеговины и контролируемой сербами Славонии.

## Гаагский трибунал
Сразу после обстрелов Милан Мартич выступил по сербскому телевидению и публично объявил, что отдал приказ об атаке. Это видеозапись позже была использована против него во время суда, когда он был обвинён в военных преступлениях. Нападение на Загреб было одним из главных пунктов обвинения, предъявленного Мартичу, которое он признал, однако утверждал, что это были законные действия против врага. Ракетный обстрел хорватских городов, в результате которого погибли 7 и были ранены как минимум 175 мирных граждан, был признан Международным трибуналом по бывшей Югославии военным преступлением. Защита Милана Мартича, признанного ответственным за это преступление, назвала это адекватным ответом на действия хорватов, но трибунал отверг эту аргументацию. Мартич был приговорён судом к 35 годам тюремного заключения.